# Félix Sánchez
Félix Sánchez Bas (sinh ngày 13 tháng 12 năm 1975) là một huấn luyện viên người Tây Ban Nha, hiện đang dẫn dắt đội tuyển bóng đá quốc gia Ecuador. 

## Sự nghiệp
Là huấn luyện viên của đội trẻ Barca, Sánchez chuyển đến Qatar vào năm 2006 và gia nhập Học viện bóng đá Aspire. Năm 2013, ông được bổ nhiệm làm HLV của U19 Qatar và giành chức vô địch châu Á chỉ 1 năm sau đó.
Vào ngày 3 tháng 7 năm 2017, sau khi rời đội U20 và đến đội U23, Sánchez đã thay thế Jorge Fossati ở vị trí huấn luyện viên trưởng. Ông đã dẫn dắt Qatar vô địch Cúp bóng đá châu Á 2019 bằng chiến thắng cả ba trận đấu vòng bảng và các trận đấu loại trực tiếp bao gồm chiến thắng 3-1 trước Nhật Bản trong trận chung kết, ghi 19 bàn và để thủng lưới một lần. Ngoài ra, ông còn giúp Qatar lọt vào bán kết Cúp vàng CONCACAF 2021. 
Sánchez chia tay tuyển Qatar sau khi đội bị loại ở vòng bảng FIFA World Cup 2022, giải đấu Qatar là chủ nhà. Vào ngày 11 tháng 3 năm 2023, ông trở thành huấn luyện viên trưởng đội tuyển bóng đá quốc gia Ecuador với bản hợp đồng có thời hạn 4 năm.